# Dopaje en Rusia
El dopaje en el deporte ruso hace referencia principalmente al sistema institucionalizado que suministró sustancias dopantes a sus atletas para diversas competiciones deportivas internacionales y encubrió los resultados de las pruebas antidopaje implementadas por varias federaciones deportivas e instituciones de control. 
Hay que hacer especial mención al periodo entre 2011 y 2015 recopilado en el informe McLaren. Lo relatado en el informe provocó entre otras sanciones, que los atletas rusos perdieran un total de 43 medallas olímpicas por infracciones de dopaje, convirtiendo a Rusia en el país con mayor número de tales descalificaciones, cuatro veces más que el segundo y con más de un tercio del total mundial. Entre 2011 a 2015, más de mil competidores rusos en diversos deportes, incluidos deportes de verano, invierno y paralímpicos, se beneficiaron del encubrimiento de positivos.
Debido a este escándalo de dopaje generalizado, incluyendo un intento de sabotear investigaciones en curso mediante la manipulación de datos informáticos, en 2019, la Agencia Mundial Antidopaje suspendió a Rusia de presentarse con su nombre, bandera e himno a cualquier gran competición internacional durante un periodo de cuatro años. El Tribunal de Arbitraje Deportivo, al revisar la apelación de Rusia de su caso ante la AMA, redujo la suspensión a dos años. Esta suspensión supone que los deportistas rusos deben presentarse a los Juegos Olímpicos de Tokio 2020 (verano) y a los de Pekín 2022 (invierno) bajo la candidatura independiente «Comité Olímpico (o Paralímpico) Ruso».

## Antecedentes

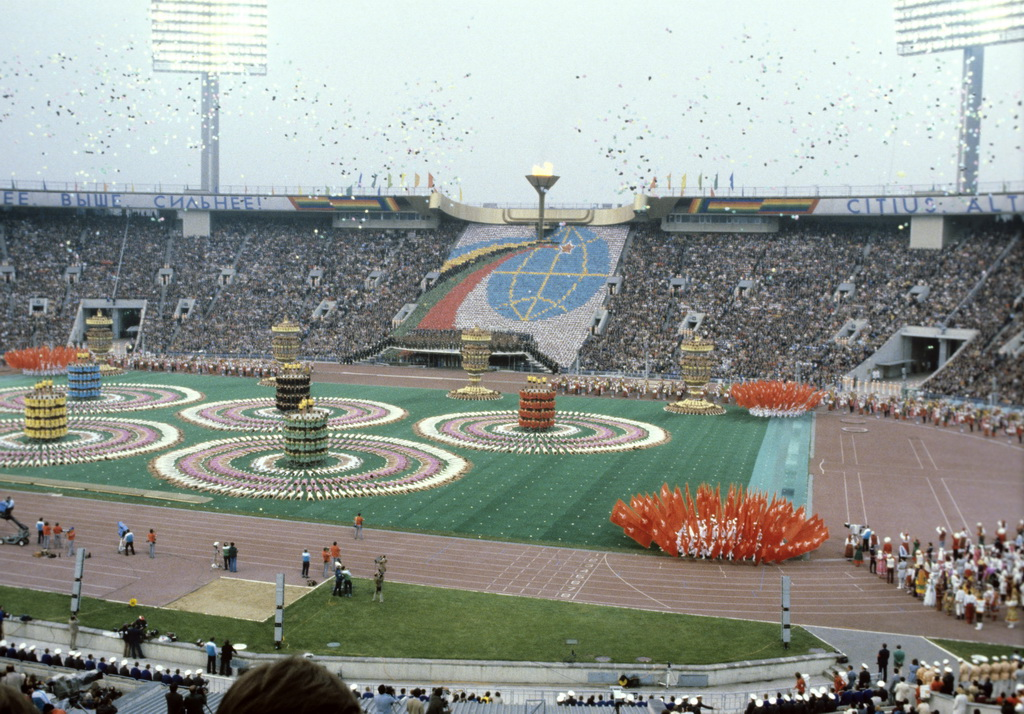
Ceremonia de inauguración de los Juegos Olímpicos de 1980 en Moscú

Según el periodista británico Andrew Jennings, un coronel de la KGB declaró que los oficiales de la agencia se habían presentado como autoridades antidopaje del Comité Olímpico Internacional para socavar las pruebas de dopaje y que los atletas soviéticos habían sido "rescatados con [estos] tremendos esfuerzos". Sobre el tema de los Juegos Olímpicos de 1980 en Moscú, un estudio australiano de 1989 decía: "Difícilmente hay un ganador de medalla en los Juegos de Moscú, ciertamente no es un ganador de medalla de oro, que no está en un tipo de droga u otro: generalmente varios tipos. Los Juegos de Moscú bien podrían haber sido llamados los Juegos de los Químicos".
Documentos obtenidos en 2016 revelaron los planes de la Unión Soviética para un sistema de dopaje en atletismo en preparación para los Juegos Olímpicos de 1984 en Los Ángeles. Con fecha anterior a la decisión del país de boicotear los Juegos, el documento detallaba las operaciones existentes de esteroides del programa, junto con sugerencias para mejoras adicionales. La comunicación, dirigida a la administración de atletismo de la Unión Soviética, fue preparada por el Dr. Serguéi Portugálov del Instituto de Cultura Física. Portugálov también fue una de las principales figuras involucradas en la implementación del programa ruso de dopaje antes de los Juegos Olímpicos de 2016.
Al revisar 7289 muestras de sangre de 2737 deportistas, extraídas entre 2001 y 2009, un informe encontró que el número de muestras sospechosas del "País A" sobrepasó notablemente a otros países. Uno de los autores dijo que el país A era Rusia.
En octubre de 2009, el secretario general de la IAAF Pierre Weiss le escribió al presidente de la Federación Panrusa de Atletismo Valentín Balajnichov que las muestras de sangre de los atletas rusos "registraban algunos de los valores más altos jamás vistos desde que la IAAF comenzó a probar" y que las pruebas de los Campeonatos Mundiales de 2009 "sugieren fuertemente un abuso sistemático de sangre dopaje o productos relacionados con EPO".

## El escándalo
En 2010, un empleado de la Agencia Antidopaje Rusa (RUSADA), Vitali Stepánov, comenzó a enviar información a la Agencia Mundial Antidopaje (WADA) alegando que RUSADA estaba permitiendo el dopaje sistémico en el atletismo. Dijo que envió 200 correos electrónicos y 50 cartas en tres años. En diciembre de 2012, Daria Pischálnikova envió un correo electrónico a la WADA con detalles sobre un supuesto programa estatal de dopaje en Rusia. Según The New York Times, el correo electrónico llegó a tres altos funcionarios de la WADA, pero la agencia decidió no abrir una consulta y en su lugar envió su correo electrónico a los funcionarios de deportes rusos. En abril de 2013, fue vetada por la Federación Rusa de Atletismo durante diez años, y sus resultados de mayo de 2012 fueron anulados, lo que significa que estaba en camino de perder su medalla olímpica. Su prohibición por la Federación Rusa de Atletismo fue probablemente en represalia. El periodista británico Nick Harris dijo que contactó al Comité Olímpico Internacional con denuncias sobre el laboratorio de Grigori Ródchenkov en Moscú a principios de julio de 2013.

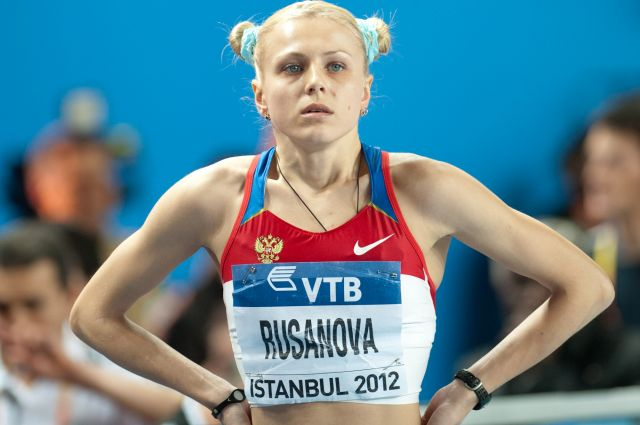
Yulia Stepánova. Estambul, 2012

Según Stepánov, "Incluso en la WADA había personas que no querían esta historia", pero dijo que una persona de la organización lo relacionó con la televisora alemana ARD. El investigador jefe de la WADA, Jack Robertson, creía que la organización era reacia a tomar medidas y que la atención de los medios era necesaria, por lo que obtuvo el permiso de David Howman para contactar a un periodista. El periodista contactado, Hajo Seppelt, había informado anteriormente sobre el dopaje en Alemania Oriental y otros países. En diciembre de 2014, ARD emitió el documental de Seppelt - Geheimsache Doping: Wie Russland seine Sieger macht (El secreto del dopaje: cómo Rusia crea sus campeones) . El documental argumenta la participación del estado ruso en el dopaje sistemático, que describió como "del estilo de Alemania Oriental". En el documental, Stepánov y su esposa, Yulia Stepánova, alegaron que los oficiales de atletismo rusos suministraron sustancias prohibidas a cambio del 5% de las ganancias de un atleta y falsificaron pruebas junto con los oficiales de control de dopaje. Según las acusaciones, el Dr. Serguéi Portugálov, quien también está acusado de organizar el dopaje patrocinado por el estado desde principios de los años 80 en la Unión Soviética, participó en el sistema ruso.
A consecuencia del documental, WADA inició una investigación cuyos resultados fueron publicados el 9 de noviembre de 2015 en una conferencia de prensa celebrada en Ginebra, Suiza, encabezada por el canadiense Dick Pound. Como resultado de la investigación, WADA recomendó a la Federación Internacional de Atletismo (IAAF), la suspensión de la Federación Rusa de Atletismo de toda competición internacional de Atletismo —incluyendo los Juegos Olímpicos de Río de Janeiro 2016— debido a que el país euroasiático, no cumple con los protocolos establecidos por el Código mundial Antidopaje. En ese mismo mes, la Asociación Internacional de Federaciones de Atletismo (IAAF) suspendió indefinidamente a Rusia de los eventos mundiales de atletismo. La agencia antidopaje del Reino Unido asistió más tarde a la WADA con pruebas en Rusia. En junio de 2016, informaron que no podían llevar a cabo su trabajo por completo y notaron intimidación por agentes armados del Servicio Federal de Seguridad (FSB). Después de que un exdirector de laboratorio ruso hizo acusaciones sobre los Juegos Olímpicos de Invierno de 2014 en Sochi, WADA encargó una investigación independiente dirigida por Richard McLaren. La investigación de McLaren encontró pruebas contundentes, concluyendo en un informe publicado en julio de 2016, según el cual el Ministerio de Deportes y el FSB habían operado un "sistema de seguridad dirigido por el estado" usando una "metodología de desaparición de pruebas positivas" (DPM) de "al menos entre finales de 2011 y agosto de 2015 ".

## Consecuencias

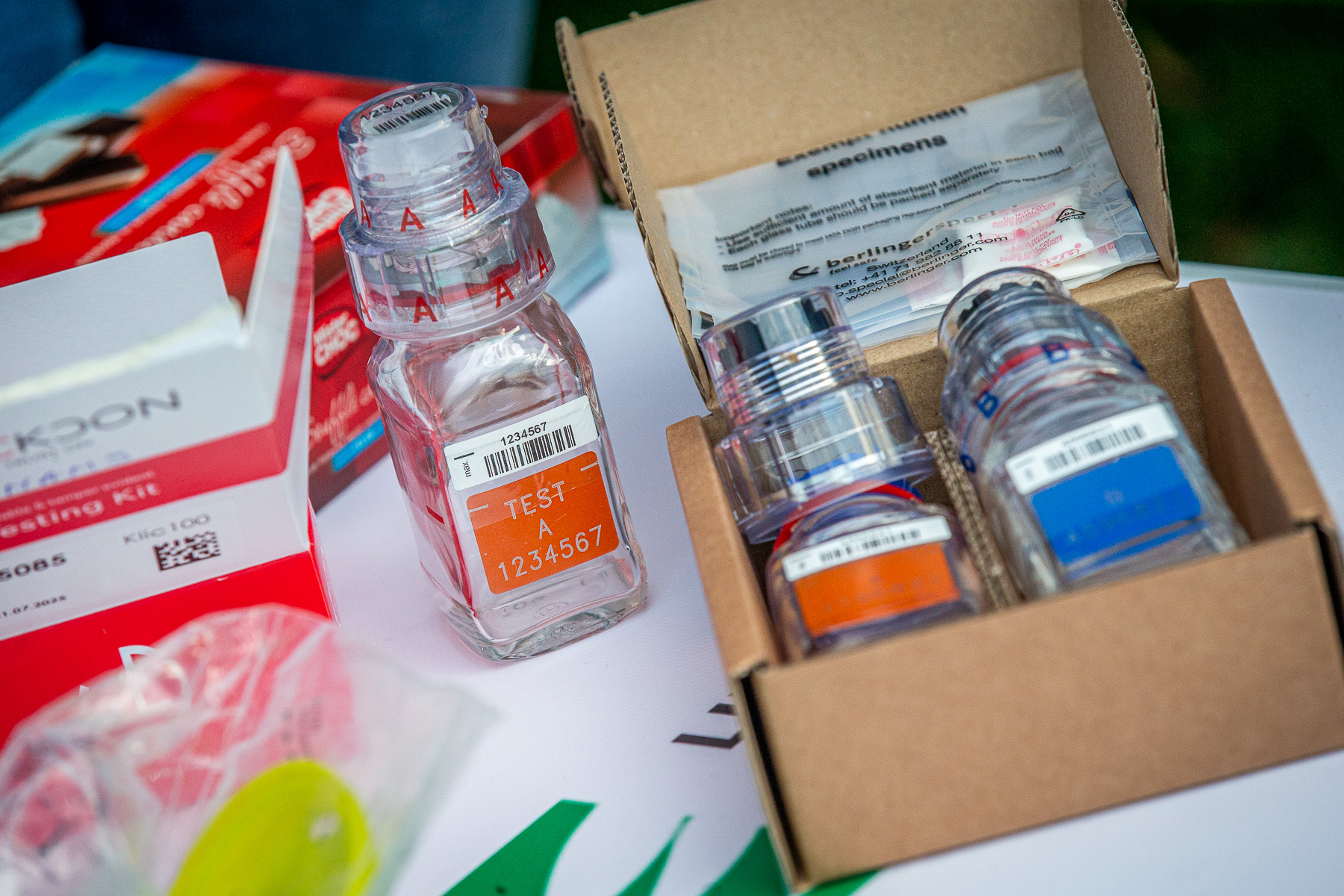

En respuesta a estos hallazgos, WADA anunció que RUSADA (agencia antidopaje rusa) debería considerarse no conforme con el Código Mundial Antidopaje y recomendó que se prohibiera a Rusia competir en las Olimpiadas de 2016. El Comité Olímpico Internacional (COI) rechazó la recomendación, indicando que el COI y las federaciones internacionales de cada deporte tomarían decisiones según la base individual de cada deportista. Un día antes de la ceremonia de apertura, se autorizó a 278 atletas a competir bajo la bandera rusa, mientras que 111 fueron eliminados por dopaje.
A diferencia del COI, el Comité Paralímpico Internacional votó unánimemente para prohibir la participación rusa en los Juegos Paralímpicos de 2016 y suspendió al Comité Paralímpico Ruso, después de haber encontrado evidencia de que el DPM también estaba en funcionamiento en los Juegos Paralímpicos de Invierno de 2014.
En noviembre de 2017, la comisión disciplinaria del COI escribió que "el esquema de intercambio de muestras fue uno de los peores golpes contra la integridad y la reputación de los Juegos Olímpicos". El 5 de diciembre de 2017, el COI decidió prohibir a Rusia la participación en los Juegos Olímpicos de Invierno de 2018 y suspender al Comité Olímpico Ruso. Los deportistas rusos pueden participar bajo la bandera olímpica si son aprobados por un panel que contará con representantes del COI, la Agencia Mundial Antidopaje y la Unidad de Deporte Libre de Dopaje de la Asociación Global de Federaciones Deportivas Internacionales. El 28 de febrero de 2018, el COI levantó la suspensión al comité olímpico ruso, a pesar de que 2 integrantes de la delegación de "Atletas Olímpicos de Rusia" dieron positivo en dopaje: el jugador de curling Alexandr Krushelnitski y la piloto de bobsleigh Nadezhda Serguéieva. La suspensión fue levantada al no hallarse más casos de dopaje en la delegación.
En septiembre de 2018, WADA votó por unanimidad para readmitir a la Agencia Antidopaje de Rusia, en contra de los deseos de numerosas agencias nacionales antidopaje de todo el mundo. El abogado del denunciante Grigori Rodchenkov lo calificó como "la mayor traición contra atletas limpios en la historia olímpica", mientras que el jefe de la Agencia Antidopaje de los Estados Unidos, Travis Tygart, dijo que la decisión es "desconcertante e inexplicable" y un "golpe devastador para los deportistas limpios del mundo". La decisión recibió tantas críticas que el jefe de WADA, Craig Reedie, tuvo que defender públicamente la decisión, ya que fue blanco de críticas.
WADA había impuesto a Rusia un plazo estricto para entregar los datos de su laboratorio de Moscú antes del 31 de diciembre, un plazo que no se cumplió. Hubo llamados para que el comité de revisión de cumplimiento de WADA se reuniera de inmediato para considerar sus próximos pasos. Sin embargo, decidieron reunirse el 14 de enero de 2019, lo que causó enojo entre la comunidad internacional con 16 organismos nacionales antidopaje que pidieron la suspensión de Rusia una vez más. El presidente de WADA, Dick Pound, describió la reacción a su decisión como un "linchamiento".
WADA finalmente obtuvo acceso completo al laboratorio de Moscú el 10 de enero de 2019, 10 días después de la fecha límite inicial. El presidente de WADA lo describió como un "gran avance para el deporte limpio" y dijo que ahora estaban comenzando su segunda fase de autenticación y revisión de los datos que se habían recopilado para asegurarse de que no se hubieran comprometido y para construir casos sólidos contra deportistas rusos que podrían haberse dopado. WADA finalmente logró recuperar 2262 muestras del laboratorio de Moscú. A pesar de no cumplir con la fecha límite, RUSADA aún se consideraba conforme y no fue castigada.
El 21 de septiembre, se informó ampliamente que algunos de los datos recuperados del laboratorio de Moscú pueden haber sido manipulados y manipulados antes de que la Agencia Mundial Antidopaje los recuperara. Esto significaba que Rusia seguiría suspendida del Campeonato Mundial de Atletismo de 2019, y se enfrentaría a una posible prohibición de organizar y competir en todos los eventos deportivos importantes, incluidos los Juegos Olímpicos de 2020 y posiblemente los Juegos Olímpicos de Invierno de 2022, la Copa Mundial de Fútbol de 2022 y los Juegos Olímpicos de 2024.
Dos meses después, el 21 de noviembre, varios funcionarios de atletismo rusos fueron suspendidos por obstruir y no cooperar con una investigación sobre el paradero del saltador Danil Lysenko. WADA luego recomendó que Rusia fuera declarada no conforme una vez más y se le prohibió organizar eventos deportivos durante cuatro años. El 9 de diciembre, WADA prohibió a Rusia participar en importantes eventos deportivos internacionales durante 4 años, por cargos de manipulación de informes relacionados con el dopaje. Según la decisión de WADA, a Rusia se le prohíbe organizar, participar o presentar candidaturas para eventos deportivos internacionales durante este período. WADA permite que los deportistas rusos autorizados compitan, pero bajo bandera neutral. Con relación a esta sanción, el presidente de WADA Craig Reedie dijo que "Durante demasiado tiempo, el dopaje ruso ha restado valor al deporte limpio". Así mismo, añadió que "A Rusia se le brindaron todas las oportunidades para poner su casa en orden y reunirse con la comunidad global antidopaje por el bien de sus atletas y por la integridad del deporte, pero eligió continuar con su postura de engaño y negación".
Rusia presentó una apelación ante el Tribunal de Arbitraje Deportivo (TAS) contra la decisión de la AMA. El Tribunal de Arbitraje Deportivo, al revisar la apelación de Rusia de su caso ante la AMA, dictaminó el 17 de diciembre de 2020 reducir la sanción impuesta por la AMA. En lugar de prohibir a Rusia participar en eventos deportivos, el fallo permitió a Rusia participar en los Juegos Olímpicos y otros eventos internacionales, pero durante un período de 2 años el equipo no puede usar el nombre, la bandera o el himno ruso y debe presentarse como "Atleta neutral" o "Equipo neutral". La regla permite que los uniformes de los equipos muestren "Rusia" en el uniforme, así como el uso de los colores de la bandera rusa dentro del diseño del uniforme, aunque el nombre debe tener el mismo predominio que la designación de "Atleta / Equipo Neutral".

### Implicaciones para eventos deportivos en Rusia

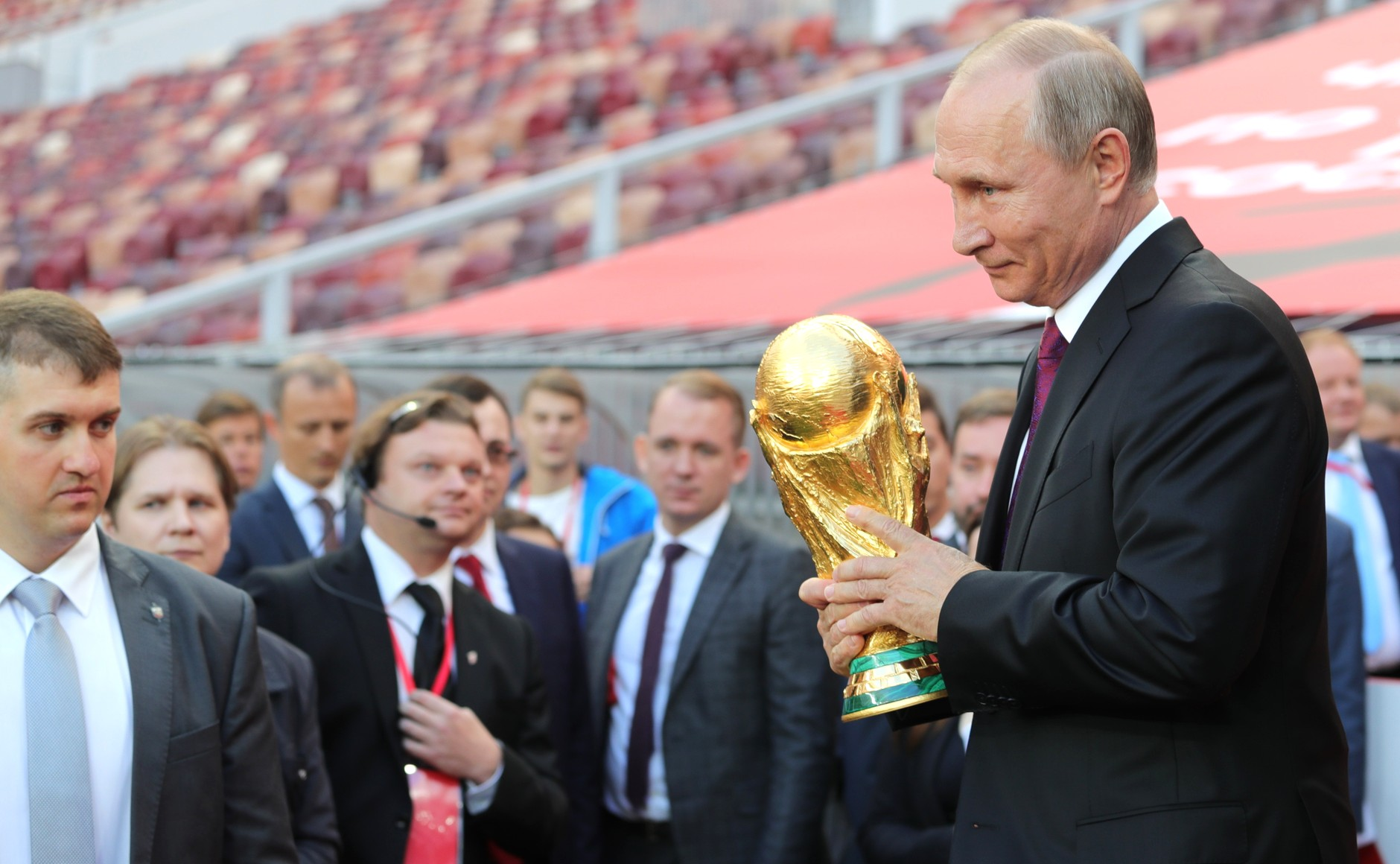
El presidente ruso Vladímir Putin sosteniendo el Trofeo de la Copa Mundial de Fútbol

Aunque el COI declaró en julio de 2016 que pediría a las federaciones deportivas que busquen anfitriones alternativos, Rusia ha conservado los derechos de organización de algunos eventos deportivos internacionales importantes, como la Copa FIFA Confederaciones de 2017, la Copa Mundial de Fútbol de 2018 y la Universiada de Invierno 2019 en Krasnoyarsk. En septiembre de 2016, Rusia obtuvo la sede para los Campeonatos del Mundo de Biatlón de 2021 porque la recomendación del COI no se aplicaba a los eventos que ya habían sido adjudicados o programados por el país.
Los medallistas olímpicos Steven Holcomb, Matt Antoine, Martins Dukurs y Lizzy Yarnold cuestionaron la decisión de celebrar el Campeonato Mundial FIBT de 2017 en Sochi, con boicots considerados por Austria, Letonia y Corea del Sur. El equipo de skeleton de Letonia confirmó que boicotearía el evento si Sochi seguía siendo el anfitrión, diciendo que el "espíritu olímpico fue robado en 2014". El 13 de diciembre de 2016, la Federación Internacional de Bobsleigh y Skeleton anunció que reubicaría el evento. Algunos deportistas estaban preocupados de que pudieran ingerir involuntariamente una sustancia prohibida si el anfitrión manipulaba alimentos o bebidas, mientras que otros "estaban preocupados por la evidencia de que los laboratorios rusos habían estado abriendo botellas a prueba de manipulaciones. Si han abierto estas botellas para ayudar a sus atletas, ¿qué es lo que les impide también abrirlos para alterar las muestras de cualquier atleta en la competencia?"
Los equipos de biatlón de la República Checa y Gran Bretaña decidieron boicotear una etapa de la Copa del Mundo de Biatlón de 2016-17 en Tiumén. El 22 de diciembre de 2016, Rusia anunció que no albergaría el evento de la Copa del Mundo o el Campeonato Mundial Júnior de Biatlón 2017 en Ostrov. El mismo día, la Unión Internacional de Patinaje sobre Hielo decidió reubicar un evento de patinaje de velocidad, la etapa de la Copa Mundial de Patinaje ISU 2016-17 en Cheliábinsk, debido a "una cantidad sustancial de evidencia crítica y la incertidumbre relacionada con la asistencia de los atletas." Más tarde, Rusia fue eliminada como sede de la fase final de la Copa del Mundo FIS de esquí de fondo 2016-17 y del Campeonato Mundial de Biatlón de 2021 en Tiumén.

### Implicaciones para eventos deportivos con participación rusa
19 organizaciones nacionales antidopaje recomendaron suspender a Rusia de participar en todos los deportes. Rusia fue suspendida de atletismo, levantamiento de pesas y competiciones deportivas paralímpicas, pero ha continuado su participación en otros deportes.
La IAAF permitió a los rusos que se han sometido a pruebas por parte de agencias no rusas competir como atletas neutrales. La bandera rusa, los colores nacionales y el himno fueron prohibidos.
Se han hecho llamamientos para prohibir a Rusia participar en los Juegos Olímpicos de Invierno de 2018 y los Juegos Paralímpicos de Invierno de 2018 o permitir que los atletas rusos compitan solo como neutrales.
El 5 de diciembre de 2017, el COI anunció que Rusia está suspendida con efecto inmediato. La decisión con respecto a la participación de los atletas rusos en las Olimpiadas fue tomada por el COI sobre la base de los resultados de la Comisión de Investigación presidida por Samuel Schmid. Rusia tenía la intención de apelar la prohibición. La suspensión fue levantada el 28 de febrero de 2018.
El 9 de diciembre de 2019, WADA prohibió a Rusia organizar, participar o presentar candidaturas para eventos deportivos internacionales durante 4 años, permitiendo que los deportistas rusos autorizados compitan, pero bajo bandera neutral. La sanción no afecta la organización conjunta de Rusia de la Eurocopa 2020, ya que WADA no reconoce a la UEFA como una "organización de grandes eventos" cubierta por la prohibición.
En diciembre de 2020, el Tribunal de Arbitraje Deportivo emitió un comunicado en el cual sancionó a Rusia de participar en campeonatos del mundo de automovilismo, incluyendo la Fórmula 1, el Campeonato Mundial de Rally, el Campeonato Mundial de Resistencia de la FIA, entre otros. Los pilotos rusos que participan en dichas competiciones corren con la bandera RAF (siglas de la Federación Rusa del Automóvil).
El 19 de febrero de 2021 se anunció que Rusia competiría bajo el acrónimo "ROC" por el nombre en inglés del Comité Olímpico Ruso. Rusia estaría representada por la bandera del Comité Olímpico Ruso.

## Reacciones

### Internacionales
Algunos deportistas de otros países han criticado a la WADA, alegando que la agencia se ha mostrado reacia a investigar a Rusia a pesar de las múltiples sugerencias durante varios años. Los funcionarios de la WADA declararon que la agencia carecía de la autoridad para llevar a cabo sus propias investigaciones hasta 2015. Arne Ljungqvist, exvicepresidente de WADA, comentó que "la WADA siempre tuvo una excusa de por qué no lo harían seguir adelante. Esperaban que Rusia se limpiara a sí misma". En junio de 2016, el periódico británico The Guardian informó que una carta aprobada por más de 20 grupos de atletas de múltiples deportes y países, así como los presidentes de los comités de atletas del COI y la WADA, había sido enviada al presidente del COI Thomas Bach y el jefe de la WADA Craig Reedie. La carta criticó a las organizaciones por la inacción y el silencio hasta que los medios se involucraron y dijo que la confianza de los atletas en el sistema antidopaje había sido "destrozada".
Después de que Bach decidiera no vetar a todo el equipo ruso de los Olímpicos de 2016, Dick Pound (miembro canadiense del COI) dijo: "el COI es por alguna razón muy reacio a pensar en una exclusión total del equipo ruso. Pero nos hemos institucionalizado, trampas organizadas por el gobierno a gran escala en una amplia gama de deportes en un país. Hay que evitar convertir la [tolerancia cero] en: 'Tenemos cero tolerancia, excepto en Rusia' ". El australiano Kevan Gosper (exvicepresidente del COI) dijo: "tenemos que ser muy cuidadosos [acerca de hacer] la jugada incorrecta con un país importante como Rusia", a lo que Richard Hind (del periódico australiano The Daily Telegraph) respondió: "Y existe el COI en una cáscara de nuez. Hay naciones, y hay 'naciones importantes'. No todo el mundo orina en el mismo frasco de muestras".
La decisión del COI del 24 de julio de 2016 fue  muy criticada. Recibió el apoyo de los Comités Olímpicos Europeos, que dijeron que Rusia es "un miembro valioso". Expresando su decepción, un miembro de la Comisión de Atletas del COI, Hayley Wickenheiser, escribió: "Me pregunto si no estuviéramos lidiando con Rusia, ¿esta decisión de prohibir una nación habría sido más fácil? Me temo que la respuesta es sí." El periódico alemán Bild describió a Bach como "el cachorro de Putin". Paul Hayward, del periódico británico The Daily Telegraph, comentó: "La bandera blanca de la capitulación ondea sobre el Comité Olímpico Internacional. El profundo alcance político de Rusia debería habernos dicho que esto sucedería".
Líderes de 13 organizaciones nacionales antidopaje escribieron que el COI había "violado los derechos fundamentales de los atletas de participar en juegos que cumplen con los estrictos requisitos del Código Mundial Antidopaje" y "[demostraron que] carecen de la independencia necesaria para mantener intereses comerciales y políticos que influyen en las duras decisiones necesarias para proteger el deporte limpio". Richard McLaren no estaba satisfecho con el manejo de su informe por parte del COI, diciendo que "se trataba de dopaje patrocinado por el estado y de registrar incorrectamente los resultados del dopaje, y convirtieron el enfoque en atletas individuales y si deberían competir. [...] fue un vuelco total de lo que estaba en el informe y pasar la responsabilidad a todas las diferentes federaciones internacionales".

### En Rusia

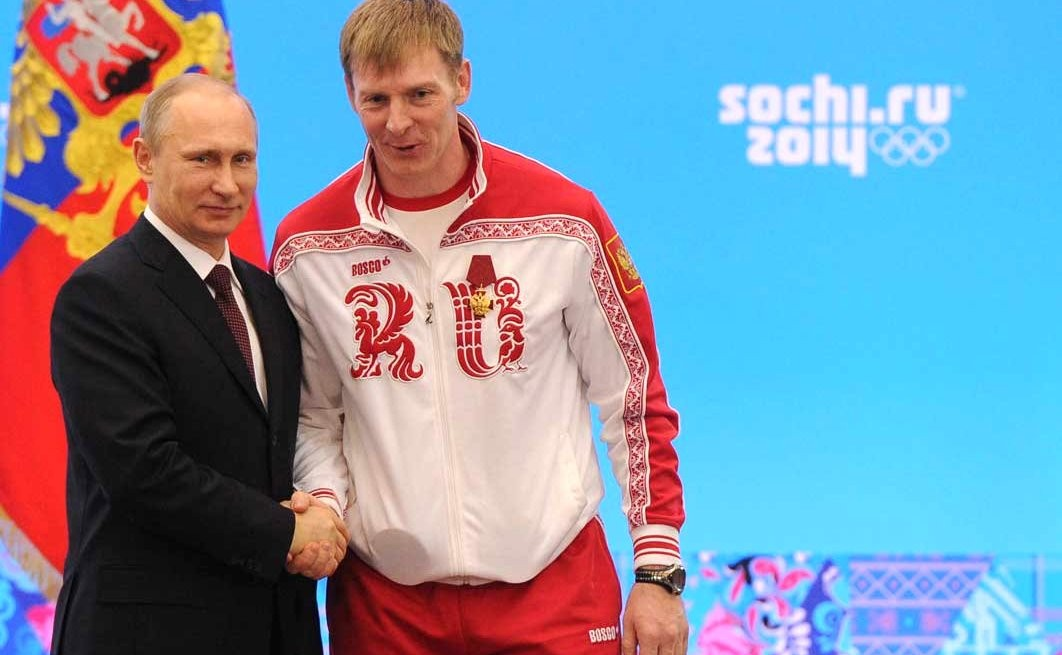
El presidente ruso Vladímir Putin y Aleksandr Zubkov en una ceremonia de homenaje a los deportistas rusos, realizada el 24 de febrero de 2014 (Zubkov sería despojado de sus medallas 3 años después)

Algunos rusos describieron las acusaciones como un complot antirruso, mientras que otros afirmaron que Rusia estaba "haciendo lo mismo que el resto del mundo". El presidente ruso Vladímir Putin dijo que Rusia "nunca apoyó ninguna violación en el deporte, nunca la hemos apoyado a nivel estatal, y nunca lo apoyaremos" y que las acusaciones eran parte de una "política contra Rusia" por parte de Occidente. Alekséi Pushkov, presidente del comité parlamentario de asuntos exteriores de Rusia, dijo que la decisión de la IAAF de mantener su prohibición era "un acto de venganza política contra Rusia por su política exterior independiente". Un miembro del parlamento de Rusia, Vadim Dengin, declaró: "Todo el escándalo de dopaje es una falsificación pura, inventada para desacreditar y humillar a Rusia". Después de que el Tribunal de Arbitraje Deportivo rechazó una apelación de los atletas rusos, la atleta Yelena Isinbáyeva escribió: "Permitan que todos esos atletas extranjeros pseudo-limpios suspiren aliviados y ganen sus pseudo-medallas de oro en nuestra ausencia. Siempre temieron a la fuerza". Una encuesta del Levada Center descubrió que el 14% de los rusos creía que los atletas del país se habían dopado en Sochi mientras que el 71% no creía en los informes de la WADA.
Un portavoz de Putin llamó a Stepánova una "Judas". Los medios rusos también han criticado a los Stepánov. Yulia Stepánova dijo: "Todas las noticias me llaman una traidora y no solo una traidora sino una traidora a la Madre Patria". Vitali Stepánov dijo: "No estaba tratando de exponer a Rusia, estaba tratando de exponer a los funcionarios corruptos de los deportes que están desbaratando las competiciones no solo dentro del país, sino a nivel mundial". El periódico alemán Frankfurter Allgemeine informó que los medios de comunicación rusos interpretaron los documentales alemanes como "parte de una conspiración occidental con el objetivo de debilitar a la gran nación que Vladímir Putin levantó de sus rodillas". Hajo Seppelt tuvo la "impresión de que él y los Stepánov estaban siendo etiquetados como enemigos del estado".
Dick Pound describió la respuesta de Rusia como "un poco como cuando la policía te detiene por exceso de velocidad en la autopista y dices '¿por qué a mí?, Todos los demás lo hacían'". Declaró que si las autoridades rusas "hubieran respondido a sus problemas fácilmente podrían tener tiempo suficiente para resolver todo a tiempo para Río. Pero en su lugar desempeñaron el papel de víctimas, alegando que había un complot en su contra por demasiado tiempo". El corresponsal en Moscú del canal televisivo alemán Deutsche Welle, Juri Rescheto, escribió que la respuesta que vio en Rusia "muestra que el país vive en un universo paralelo" y busca culpar a otros. Andrew Kramer, redactor de The New York Times, dijo que Rusia respondió a la decisión de la IAAF contra la reincorporación con "victimismo" reflejando una "cultura de agravios que gira en torno a desprecios percibidos y conspiraciones antirrusas que tienen lugar en el mundo exterior, particularmente en países occidentales". El consejo editorial del periódico también vio una "narrativa de victimización" en Rusia, y escribió que se parecía a cómo la Unión Soviética respondería a un castigo, al decir que era "motivado políticamente, siempre una provocación, nunca justificada. Aunque la Guerra Fría ha terminado hace mucho tiempo, el presidente Vladímir Putin sigue atorado en la misma postura defensiva agresiva en sus respuestas a cualquier acusación de juego sucio ruso". Andrew Osborn (de la agencia de noticias Reuters) escribió que el gobierno ruso "desvió hábilmente la culpa al pasarla como una trama Occidental al estilo de la Guerra Fría para sabotear el regreso internacional de Rusia".
El canal deportivo ruso Match TV dijo que los estadounidenses habían orquestado el escándalo de dopaje y el campeón de pentatlón moderno Aleksandr Lesun lo llamó un "ataque" injusto porque "el dopaje está en todos los países y hay violadores en todas partes". Tras el anuncio del COI el 24 de julio de 2016, el ministro de deportes ruso Vitali Mutkó dijo que era "una decisión justa y esperamos que cada federación tome el mismo tipo de decisión. El dopaje es un mal mundial, no solo de Rusia". La reacción de los medios rusos fue "casi eufórica en ocasiones".
La agencia de noticias rusa TASS informó que el ministro de Deportes, Pável Kolobkov, dijo que el comité de investigación no encontró evidencia para apoyar la acusación de que el estado operaba un sistema de dopaje. Ese comité busca la extradición de Ródchenkov de los Estados Unidos, donde está en protección de testigos. A pesar de las afirmaciones de los funcionarios rusos de que no existía ningún sistema, "la evidencia empírica es totalmente lo contrario", dijo Pound, agregando, "así que creo que lo que estamos viendo en la prensa rusa es para el consumo interno". El 17 de noviembre de 2017, el funcionario olímpico ruso Leonid Tyagachev dijo que Grigori Ródchenkov, el informante que alegaba que el país tenía un programa sistemático de dopaje, "debería ser fusilado por mentir, como hubiera hecho Stalin".
El 6 de diciembre de 2017, Vladímir Putin anunció su decisión de no impedir que los atletas rusos individuales participen en los Juegos Olímpicos de Invierno de 2018. También dijo que le complace que la Comisión de Investigación del COI presidida por Samuel Schmid "no haya encontrado ninguna prueba de que el gobierno ruso haya participado en una conspiración antidopaje". Sin embargo, la Comisión de Investigación solo dijo que no había suficiente evidencia de que altas autoridades del estado ruso estuvieran involucradas. El hecho de que el ministerio ruso del deporte y el FSB eran parte del esquema de dopaje nunca fue puesto en duda.
En Rusia, la sanción de diciembre de 2019 fue recibida con indignación. El presidente Vladímir Putin criticó la decisión como un fallo "políticamente motivado" que "contradecía" la Carta Olímpica. "No hay nada que reprochar al Comité Olímpico Ruso y si no hay reproche hacia este comité, el país debería participar en las competiciones bajo su propia bandera", dijo Putin. El primer ministro ruso Dmitri Medvédev, también dijo que la prohibición tenía motivaciones políticas. "Esta es la continuación de esta histeria antirrusa que ya se ha vuelto crónica", dijo Medvédev a la prensa rusa.